# Momofuku Andō
Momofuku Andō (安藤 百福?, Andō Momofuku; Chiayi, 5 marzo 1910 – Ikeda, 5 gennaio 2007) è stato un inventore e imprenditore giapponese che ha fondato l'azienda Nissin Foods.
È noto per aver ideato e commercializzato i noodle istantanei, pietanza tradizionale giapponese a base di ramen e minestra di pollo o verdure ottenuta con un particolare procedimento di precottura e disidratazione. Questi noodle sono confezionati in pratici contenitori di polistirolo che ne consentono il consumo immediato, previa aggiunta di acqua calda.

## Biografia

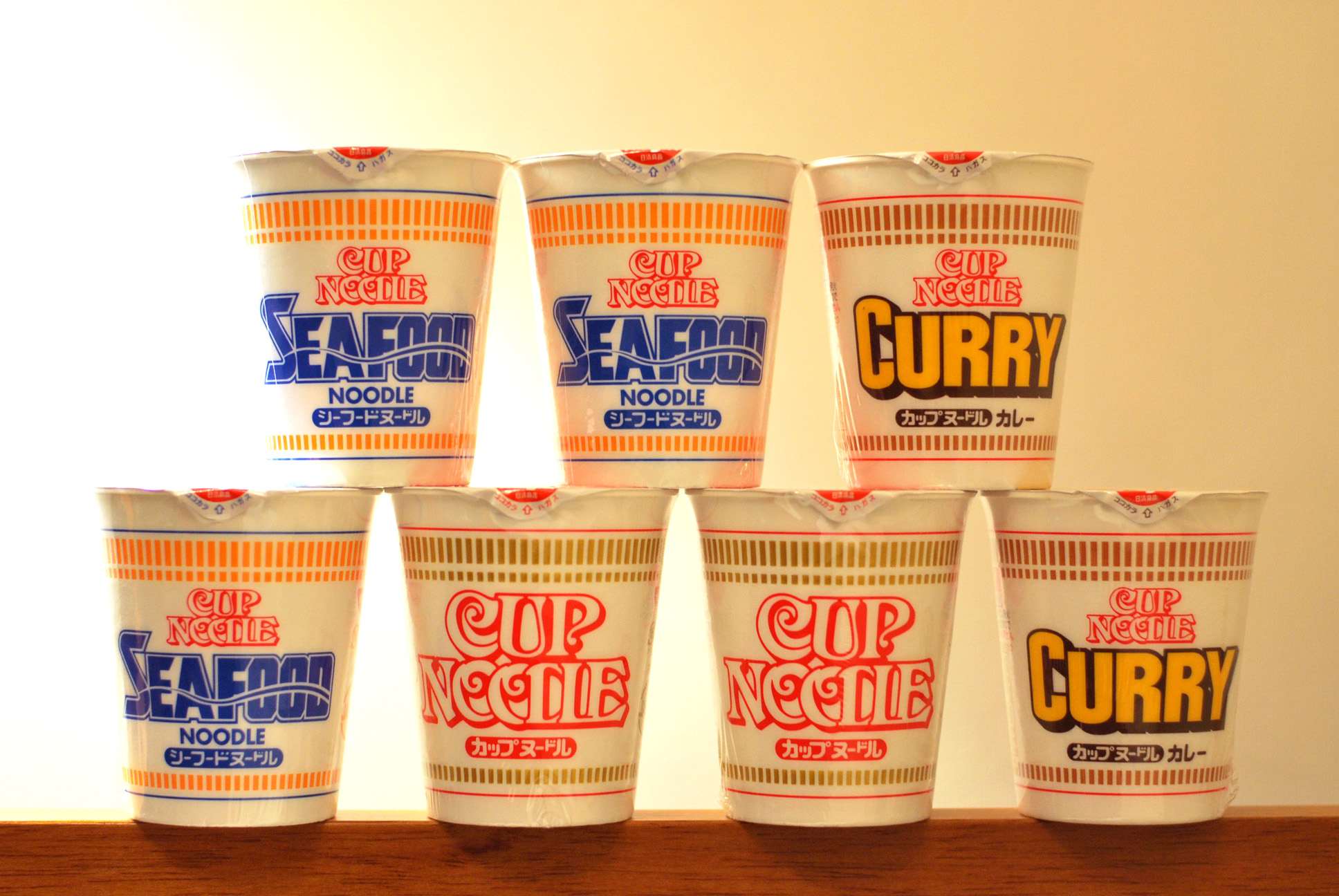
Cup Noodles

Andō nacque come Go Pek-Hok (吴百福?) nel 1910 da una agiata famiglia cinese di Kagi-cho (ora Chiayi) nell'isola di Formosa, a quel tempo possedimento giapponese e oggi isola più importante di Taiwan. Dopo la morte dei genitori fu cresciuto a Tainan-cho (l'attuale Tainan) dai nonni, che possedevano un piccolo negozio di stoffe e che lo ispirarono, all'età di 22 anni, ad avviare a Taipei una sua impresa personale nel campo tessile investendo 190.000 yen.
Nel 1933 Andō si recò a Osaka, dove aprì un'impresa di abbigliamento mentre studiava materie economiche alla Ritsumeikan University. Dopo la seconda guerra mondiale divenne cittadino giapponese e si trasferì definitivamente in Giappone, dove continuò a frequentare la Ritsumeikan University e contemporaneamente fondò una piccola azienda di merchandising, sfruttando l'eredità della famiglia.
Nel 1948 fu riconosciuto colpevole di evasione fiscale e dovette scontare due anni di reclusione. Nella sua biografia Andō spiegò che l'incriminazione era dovuta al fatto che aveva finanziato borse di studio per gli studenti, circostanza che a quel tempo costituiva una forma di evasione fiscale. A seguito delle perdita della sua attività per una serie di bancarotte a catena che interessarono il settore tessile, Andō fondò una piccola impresa a conduzione familiare che produceva sale (e che sarebbe diventata la Nissin Food) nella città di Ikeda, nella prefettura di Osaka.
Con il Giappone ancora alle prese con la carestia del dopoguerra, il Ministero della Salute del tempo cercava di incoraggiare la popolazione a consumare pane di grano che era fornito dagli Stati Uniti. Andō si chiese come mai fosse incoraggiato il consumo di pane anziché di ramen, molto più consoni alla dieta giapponese. La risposta del ministero fu che le aziende produttrici di ramen erano ancora troppo piccole e deboli per sostenere i fabbisogni nazionali. Questo atteggiamento spinse Andō a provare a sviluppare una produzione di noodle in proprio. Questa esperienza lo convinse che: «Ci sarà la pace sulla terra quando i popoli avranno abbastanza da mangiare».
Il 25 agosto 1958, all'età di 48 anni, dopo mesi di prove ed errori nella sperimentazione del suo metodo di “frittura istantanea”, Andō lanciò sul mercato la prima confezione di noodles precotti e disidratati a preparazione istantanea. Il gusto originario all'aroma di pollo di quella preparazione fu chiamato “Chiken Ramen”. In principio questo prodotto fu considerato una pietanza di lusso con un prezzo di 35 yen, circa sei volte superiore alle tradizionali pietanze a base di noodles del tempo (udon e soba).
Nel 1964, alla ricerca di un modo per promuovere l'industria dei noodle istantanei, Andō fondò la Instant Food Industry Association, che gettò le basi per una competizione di mercato equa e di qualità, introducendo diversi requisiti standard come le date di impacchettamento, quelle di scadenza ed i livelli di riempimento sulle confezioni. Il 18 settembre 1971 Andō iniziò la distribuzione del suo prodotto più famoso, i Cup Noodles, con la trovata vincente di utilizzare un contenitore di polistirolo alimentare. Con la riduzione dei prezzi le pietanze istantanee divennero un boom di mercato.
Andō fu anche il presidente della International Ramen Manufacturers' Association. In suo onore sono stati realizzati il Museo del ramen istantaneo, con ingresso libero, ad Ikeda ed il Cup Noodle Museum a Yokohama, dove, al suo interno, i visitatori possono prepararsi i loro noodle preferiti con una ricca varietà di ingredienti.
Secondo il Financial Times l'invenzione dei Cup Noodles, ideata da Andō all'età di 61 anni, fece aumentare significativamente la popolarità dei noodles istantanei oltreoceano. Egli aveva osservato che gli statunitensi usavano mangiare i noodles tagliandoli in due, mettendoli in una scodella, versandovi sopra acqua calda ed utilizzando normali forchette anziché le bacchette. Questo lo ispirò nella scelta e nell'utilizzo della classica confezione attuale, costituita da un contenitore in polistirolo rastremato verso il fondo che potesse aiutare a contenere la pietanza mantenendola calda e che si è rivelata il mezzo più idoneo al consumo del cibo. La praticità e comodità della confezione e l'economicità della soluzione avrebbe reso immediato il consumo del cibo: bastava aprire il coperchio ed aggiungere acqua calda. Tutto ciò ha fatto la fortuna della Nissin.
Andō è morto per arresto cardiaco il 5 gennaio 2007 nell'ospedale di Ikeda, all'età di 96 anni, lasciando la moglie Masako e tre figli. Andō ha sempre sostenuto che il segreto della sua lunga vita è stato giocare a golf e mangiare Chicken ramen quasi ogni giorno. Si dice che abbia mangiato Instant ramen fino al giorno prima della morte.

## Successo dell'invenzione
Nel 2005 una particolare confezione sottovuoto dei suoi prodotti è stata anche portata sullo Space Shuttle Discovery dall'astronauta giapponese Soichi Noguchi. Al 2007 il Chicken ramen era ancora venduto in Giappone al prezzo approssimativo al dettaglio di 60 Yen (circa un terzo del prezzo più economico per un piatto di noodle in un ristorante giapponese). Nel 2009 la domanda dei prodotti precotti sul mercato mondiale raggiunse il livello di 98 miliardi di confezioni.